# Trampa magneto-óptica

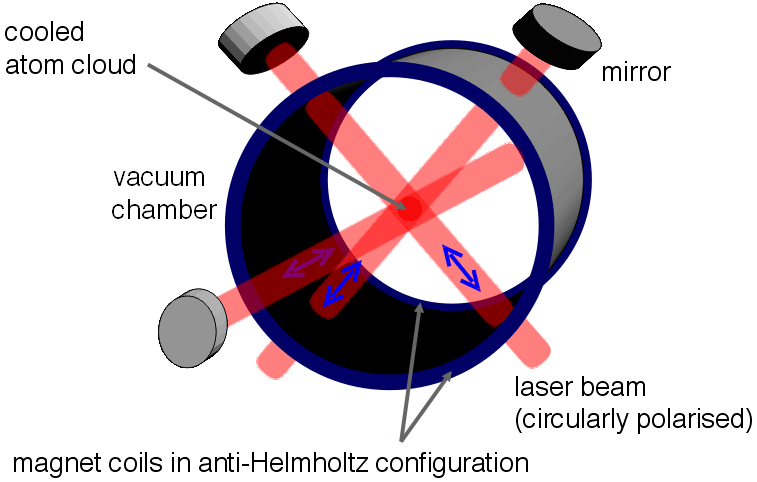
Montaje experimental

Una trampa magneto-óptica (o MOT), es un dispositivo que utiliza la técnica de enfriamiento láser y un campo magnético que varía en el espacio para crear una trampa que mantenga muestras de átomos neutros a temperaturas bajas. Las temperaturas alcanzadas en una MOT tienen temperaturas del orden de unos cuántos microkelvin, dependiendo de la especie atómica. Este valor de temperatura es dos o tres veces menor que el límite de retroceso del fotón (del inglés Photon recoil limit). Sin embargo, para átomos cuya estructura hiperfina no puede ser resuelta, tal como el {\displaystyle ^{7}\mathrm {Li} }, la temperatura alcanzada en una MOT será más alta que el límite del enfriamiento Doppler.
Una MOT se forma en la intersección de un campo magnético cuadrupolar débil, dependiente en el espacio, y seis haces láser con polarización circular desafinados (detuned) al rojo.  A medida que los átomos se alejan del cero de campo magnético en el centro de la trampa (a mitad de camino entre las bobinas que producen el campo), el cambio en la energía de los átomos debido al efecto Zeeman hace que las transiciones atómicas estén de nuevo en resonancia, dando lugar a una fuerza dispersiva que empuja a los átomos de vuelta al centro de la trampa. Así, una MOT atrapa los átomos, puesto que dicha fuerza surge de la dispersión de los fotones individuales, dando así pequeños "golpes" de momentum en la dirección opuesta al movimiento de los átomos. Adicionalmente, el proceso ralentiza los átomos, a través de un gran número de ciclos de absorción y de emisión espontánea. De esta manera, una MOT puede atrapar y enfriar átomos con velocidades iniciales de cientos de metros por segundo, y hacer que tengan velocidades del orden de decenas de centímetros por segundo (de nuevo, dependiendo de la especie atómica utilizada en el enfriamiento).
Aunque las partículas cargadas pueden ser atrapadas usando una trampa de Penning o una trampa de Paul usando una combinación de campos eléctricos y magnéticos, dichas trampas no funcionan para átomos neutros.

## Descripción teórica de una MOT
Dos bobinas en una configuración anti-Helmholtz se utilizan para generar un campo magnético cuadrupolar débil. Para la presente discusión, se considerará que las bobinas están separadas en el eje {\displaystyle z}. En la proximidad del cero de campo magnético, ubicado en la mitad entre las dos bobinas a lo largo del eje {\displaystyle z}, el gradiente del campo es uniforme y el campo mismo aumenta de manera lineal con la posición. Adicionalmente, se considerará también un átomo cuyos estados base y excitado tienen una magnitud del vector de momento angular total de {\displaystyle J=0} y {\displaystyle J=1}, respectivamente. Debido al efecto Zeeman, estos estados se dividirán en {\displaystyle 2J+1} subniveles asociados con distintos valores de {\displaystyle m_{J}}, denotados así como {\displaystyle |J,m_{J}\rangle } (note que el cambio de energía del estado base es cero y por lo tanto éste no se dividirá en subniveles). Esto resulta en cambios de energía (energy shifts) dependientes de la posición de los subniveles del estado excitado del átomo, puesto que el cambio de energía del efecto Zeeman es proporcional al valor del campo y en esta configuración, dicho valor incrementa de manera lineal. Adicionalmente, la ecuación de Maxwell {\displaystyle \nabla \cdot \mathbf {B} =0} implica que el gradiente del campo es dos veces más fuerte a lo largo del eje {\displaystyle z} que a lo largo de los ejes {\displaystyle x} e {\displaystyle y}, y por lo tanto la fuerza que atrapa a los átomos es dos veces más fuerte a lo largo de dicho eje.
Adicional al campo magnético, tres parejas de haces láser contra-propagantes con polarización circular se envían a lo largo de tres ejes ortogonales, para un total de seis haces MOT (hay excepciones para esto, pero un mínimo de seis haces es requerido para formar una MOT en 3 dimensiones). Los haces se desafinan al rojo de la transición {\displaystyle J=0\to J=1} por una cantidad {\displaystyle \delta } de modo que {\displaystyle \delta \equiv \omega _{0}-\omega >0} ó, de manera equivalente, {\displaystyle \omega =\omega _{0}-\delta }, donde {\displaystyle \omega } es la frecuencia de los haces láser y {\displaystyle \omega _{0}} es la frecuencia de la transición. Los haces deben estar polarizados de manera circular para verificar que la absorción de los fotones sólo pueda ocurrir para ciertas transiciones entre el estado base {\displaystyle |0,0\rangle } y los subniveles del estado excitado {\displaystyle \{|1,-1\rangle ,|1,0\rangle ,|1,1\rangle \}}. Dicho de otro modo: los haces láser polarizados de manera circular hacen cumplir las reglas de selección entre las transiciones permitidas por dipolo eléctrico.
En el centro de la trampa, el campo magnético es cero y los átomos son "oscuros" para los fotones incidentes, que están desafinados al rojo. Esto quiere decir que en el centro de la trampa el cambio de energía es cero para todos los estados, y por lo tanto, la frecuencia {\displaystyle \omega _{0}} de la transición {\displaystyle J=0\to J=1} no cambia. El "desafinamiento" (detuning) de los fotones desde esta frecuencia implica que no habrá una cantidad apreciable de absorción (y por lo tanto no habrá emisión) por los átomos en el centro de la trampa. Así, los átomos más fríos, que se mueven más despacio, se acumulan en el centro de la MOT, donde dispersan muy pocos fotones.
Ahora, considere un átomo que se mueve en la dirección {\displaystyle +z}. El efecto Zeeman disminuye la energía del estado {\displaystyle |J=1,m_{J}=-1\rangle }, disminuyendo la brecha energética entre dicho estado y el estado {\displaystyle |J=0,m_{J}=0\rangle }: esto quiere decir que la frecuencia asociada con la transición disminuye. Los fotones desafinados al rojo con polarización {\displaystyle \sigma ^{-}} (que sólo pueden afectar las transiciones tales que {\displaystyle \Delta m_{J}=-1}) y que se propagan en la dirección {\displaystyle +z} se acercan a la resonancia atómica a medida que el átomo se aleja del centro de la trampa, incrementando la tasa de dispersión así como la fuerza de dispersión. Cuando un átomo absorbe un fotón con polarización {\displaystyle \sigma ^{-}}, se excita al estado {\displaystyle |J=1,m_{J}=-1\rangle } y por lo tanto obtiene un "golpe" de un fotón con un momentum de retroceso {\displaystyle \hbar k} en la dirección opuesta a su movimiento, donde {\displaystyle k=\omega _{0}/c}. El átomo, ahora en un estado excitado, emitirá un fotón de manera espontánea en una dirección aleatoria y luego de muchos eventos sucesivos de absorción y emisión espontánea, tenderá, en promedio, a ser empujado de nuevo hacia el punto de la trampa donde el campo es cero. Este proceso de atrapamiento también ocurrirá para un átomo moviéndose en la dirección {\displaystyle -z} si los fotones con polarización {\displaystyle \sigma ^{+}} viajan en la dirección {\displaystyle +z}, con la única diferencia de que la transición para excitar el átomo será ahora de {\displaystyle |J=0,m_{J}=0\rangle } a {\displaystyle |J=1,m_{J}=+1\rangle }, pues el campo magnético será negativo para {\displaystyle z<0}. Como el gradiente de campo magnético cerca del centro de la trampa es uniforme, el mismo fenómeno de atrapamiento y enfriamiento se dará también en las direcciones {\displaystyle x} e {\displaystyle y}.
Matemáticamente, la fuerza de presión de radiación que los átomos experimentan en una MOT está dada por:
{\displaystyle \mathbf {F} _{\mathrm {MOT} }=-\alpha \mathbf {v} -{\frac {\alpha g\mu _{B}}{\hbar k}}\mathbf {r} \nabla \|\mathbf {B} \|,}
donde {\displaystyle \alpha } es un coeficiente de amortiguamiento, {\displaystyle g} es el factor g de Landé, y {\displaystyle \mu _{B}} es el magnetón de Bohr.